# Bassa reggiana
La Bassa reggiana nota anche come la Bassa, così come definita dai reggiani, è una parte del territorio della provincia di Reggio Emilia, che si estende per circa 10 chilometri, in una fascia di comuni che costeggiano la sponda destra del Po, lungo il tratto del confine lombardo, molto lontani dunque dal capoluogo di provincia.

## Comuni
La bassa reggiana comprende i seguenti comuni:
- Boretto
- Brescello
- Gualtieri
- Guastalla
- Luzzara

## Musica
- Corpo filarmonico Giovanni Rinaldi, di Reggiolo

## "Don Camillo e Peppone"
Nella bassa reggiana sono state girate le riduzioni cinematografiche dei romanzi e dei racconti del ciclo di Don Camillo nato dalla penna del parmense Giovannino Guareschi. Le pellicole sono state girate nel centro di Brescello, con alcune sequenze a Boretto (nel paese e lungo l'argine) e la stazione ferroviaria di Gualtieri. A Brescello si trova il Museo Peppone e Don Camillo, dove è possibile vedere il carrarmato americano dal film Don Camillo e l'onorevole Peppone, la locomotiva che trainava il trenino locale, il sidecar di Peppone, alcuni ciak originali, le locandine d'epoca, alcuni copioni originali e le biciclette usate dai due protagonisti. Nella chiesa parrocchiale, è custodito il Cristo "parlante" che dialogava con Don Camillo, mentre nella via accanto si trova la casa dove Gino Cervi, si affaccia nel primo film, mostrando il figlio neonato ai compagni che lo applaudono. 
Nel 2001 sono state realizzate le statue in bronzo a grandezza naturale dei due protagonisti dei film. La statua di Don Camillo è posta davanti alla chiesa, mentre la sua controparte, Peppone è posto davanti al municipio. Le statue sorridenti nella piazza centrale di Brescello, si osservano rispettivamente nel gesto di salutarsi, creando il connubio voluto dal Guareschi, nel raccontare quella realtà paesana di convivenza tra i democristiani (d'ideologia conservatrice e cattolica) e i comunisti (idealisti per il progressismo e l'anticlericalismo), in un eterno clima di lotta e collaborazione, amicizia e rancore, dove tuttavia non vi sono mai vinti ne vincitori.

## Infrastrutture e trasporti
A Brescello, si trova la stazione ferroviaria, che serve anche il comune lombardo di Viadana. Per questo motivo la stazione brescellese ha doppia denominazione di Brescello-Viadana.
Sull'argine di Boretto come è visibile dai film di "Don Camillo" era presente il ponte di barche, che collegava la provincia reggiana con quella mantovana.

## La benedizione solenne del fiume Po
È una tradizione locale le cui origini risalgono a prima del XIX secolo. Si tratta di una cerimonia molto sentita, che si svolge tutti gli anni l'ultimo sabato di settembre e vede la partecipazione di tutti gli abitanti che vanno dal Comune di Brescello, Boretto, Gualtieri e Guastalla. La funzione inizia alle ore 19, partendo dalla Chiesa Parrocchiale a Brescello, con la processione degli ecclesiastici e dei fedeli, accompagnati dalla musica del Corpo Bandistico Musicale di Bagnolo in Piano (RE). Il crocifisso usato nella processione è il medesimo che si vede nei film di "Don Camillo"-la processione e la benedizione del fiume sono visibili anche nel primo film. Nel momento in cui la processione giunge sull'argine del Po, dalla riva brescellese, viene recitata la preghiera solenne, affinché le acque non rompano gli argini e non esondino, per fare ciò il sacerdote scende vicinissimo alla golena, puntando il crocifisso nella battigia, traccia il segno della croce e benedice le acque, a questo punto gli ecclesiastici e i fedeli recitano il Padre Nostro. Terminata la funzione religiosa, la festa continua sotto i portici del paese, con cena all'aperto a base di gnocco fritto, lambrusco e salumi.

## Il sisma del 2012
La parte est della bassa reggiana è stata colpita in maniera notevole dal sisma del maggio 2012. In particolare il comune di Reggiolo, dove il centro storico ha subito diversi danni.